# Xã Langhei, Quận Pope, Minnesota
Xã Langhei (tiếng Anh: Langhei Township) là một xã thuộc quận Pope, tiểu bang Minnesota, Hoa Kỳ. Năm 2010, dân số của xã này là 177 người.